# Listă de scriitori coreeni
Aceasta este o listă de scriitori coreeni.
- Ahn Do-hyun (* 1961)
- Ahn Jung-hyo (* 1941)
- Bae Su-ah (* 1965)
- Ch’ae Man-sik (1902–1950)
- Cheon Sang-byeong (1930–1993)
- Cheon Woon-young (* 1971)
- Cho Chi-hun (1920–1968)
- Cho Hae-il (* 1111?))
- Choi Il-nam (* 1932)
- Choi In-ho (* 1945)
- Choi In-hun (* Abtgrghdcd)1936)
- k (* 1953)
- Choi Jeong-rye (* 1955)
- Choi Seung-ho (* 1954)
- Choi Su-chol (* 1958)
- Cgrbsjgd (1894–1968)
- Choi Seo-hae (1901–1932)
- Ch’oe Yun (* 1953)
- Chŏng Chi-yong (1902–?)
- Yo e chonezng (* 1939)
- Chu Yo-han (1900–1980)
- Eun Hee-kyung (* 1959)
- Gong Ji-young (* 1963)
- Ha Geun-chan (1931–2007)
- Ha Song-ran (* 1967)
- Haïlji (* 1955)
- Han Chang-hoon (* 1963)
- Han Kang (* 1970)
- Han Mal-sook (* 1931)
- Han Moo-sook (1918–1993)
- Han Su-san (* 1946)
- Han Sŏr-ya (1900–1976)
- Han Yong-un (1879–1944)
- Hwang In-suk (* 1958)
- Hwang Jin-i (erste Hälfte des 16. Jhs.)
- Hwang Sun-mi (* 1963)
- Heo Gyun (1569–1618)
- Hong Yun-suk (* 1925)
- Hong Sung-won (1937–2008)
- Huh Su-kyung (* 1964)
- Hwang Ji-u (* 1952)
- Hwang Sok-yong (* 1943)
- Hwang Sun-won (1915–2000)
- Hwang Tong-gyu (* 1938)
- Hyŏn Chin’gŏn (1900–1943)
- Hyun Kil-un (* 1940)
- Hyun Ki-young (* 1941)
- Jeon Gyeong-rin (* 1962)
- Jeong Mong-ju (1337–1392)
- Jo Kyung-ran (* 1969)
- Jong Chan (* 1953)
- Im Hwa (1908–1953)
- Kang Sok-kyong (1951)
- Kang You-il (* 1953)
- Kim Ae-ran (* 1980)
- Kim, Anatoli Andrejewitsch (*1939)
- Kim Bu-sik (1075–1151)
- Kim Byeong-eon (* 1951)
- Kim Byong-ik (* 1938)
- Kim Chi-ha (* 1941)
- Kim Chong-gil (* 1926)
- Kim Chunsu (1922–2004)
- Kim Tong-ni (1913–1995)
- Kim Eon (* 1973)
- Kim Hoon (* 1948)
- Kim Hye-soon (* 1955)
- Kim Hyon-seung (1913–1975)
- Kim In-suk (* 1963)
- Kim Jeong-hwan (* 1954)
- Kim Jong-chul (* 1947)
- Kim Jong-hae (* 1941)
- Kim Joo-young (* 1939)
- Kim Kwang-kyu (* 1941)
- Kim Man-jung (1637–1692)
- Kim Nam-ju (* 1946)
- Kim Sa-in (* 1956)
- Kim Sang-ok (1920–2004)
- Kim Seong-dong (* 1947)
- Kim Seung-hee (* 1952)
- Kim Seung-ok (*1941)
- Kim Sin-yong (* 1945)
- Kim Sisŭp (1435–1493)
- Kim Soo-young (1921–1968)
- Kim So-wol (1902–1934)
- Kim Sun-woo (* 1970)
- Kim Won-il (* 1942)
- Kim Won-u (* 1947)
- Kim Yeong-hyeon (* 1955)
- Kim Yeon-su (* 1970)
- Kim Yun-sik (1903–1950)
- Kim Yong-taik (* 1948)
- Kim Young-moo (1944–2001)
- Ko Chŏng-hŭi (1948–1991)
- Ko Un (* 1933)
- Ku Sang (1919–2004)
- Lee Cheong-jun (1939–2008)
- Lee Ho-chol (* 1932)
- Lee Hye-kyoung (* 1960)
- Lee Je-ha (* 1937)
- Lee Seong-bok (* 1952)
- Lee Seung-u (* 1960)
- Lee Sun-won (* 1958)
- Lim Chul-woo (* 1954)
- Mirok Li (1899–1950)
- Ma Kwang-soo (* 1951)
- Moon Chung-hee (* 1947)
- Moon Taejun (* 1970)
- No Cha-yǒng (1898–1940)
- Oh Jung-hee (* 1947)
- Oh Gyu-won (1941–2007)
- Oh Se-young (* 1942)
- Oh Soo-yeon (* 1964)
- Park Chonghwa (1901–1981)
- Park In-hwan (1926–1956)
- Pak Wanso (1931–2011)
- Park Hyoung-su (* 1972)
- Park Min-gyu (* 1968)
- Park Mok-wol (1916–1978)
- Pak No-hae (* 1956)
- Park Kyung-ni (1926–2008)
- Park Tu-jin (1916-1998)
- Park Yee-moon (* 1930)
- Pi Chun-deuk (1910–2007)
- Pyun Hye-young (* 1972)
- Seo Jeong-in (* 1936)
- Seo Young-eun (* 1943)
- Shin Kyong-nim (* 1936)
- Sin Kyong-suk (* 1963)
- Seo Jeong-ju (1915–2000)
- Song Ki-wŏn (* 1947)
- Song Si-yeol (1607–1689)
- Sung Suk-je (* 1960)
- Yang Gui-ja (* 1955)
- Yi Hae-jo (1869–1927)
- Yi Hwang (1501–1570)
- Yi I (1536–1584)
- Yi In-jik (1862–1916)
- Yi In-seong (* 1953)
- Yi Kwang-su (1892–1950)
- Yi Mun-yol (* 1948)
- Yi Sang-hwa (1901–1943)
- Yi Sang (1910–1937)
- Yi Yuk-sa (1904–1944)
- Yom Sang-seop (1897–1963)
- Yu Chi-hwan (1908–1967)
- Yun Dae-nyong (* 1962)
- Yun Heung-gil (* 1942)
- Yun Hu-myeong (* 1946)
- Yun Seon-do (1587–1671)
- Yun Dong-ju (1917–1945)

## Chronologisch
- Kim Bu-sik (1075–1151)
- Jeong Mong-ju (1337–1392)
- Kim Sisŭp (1435–1493)
- Yi Hwang (1501–1570)
- Yi I (1536–1584)
- Hwang Jin-i (erste Hälfte des 16. Jhs.)
- Heo Gyun (1569–1618)
- Yun Seon-do (1587–1671)
- Song Si-yeol (1607–1689)
- Kim Man-jung (1637–1692)
- Yi In-jik (1862–1916)
- Yi Hae-jo (1869–1927)
- Han Yong-un (1879–1944)
- Yi Kwang-su (1892–1950)
- Cheong Chi-yong (1894–1968)
- Yom Sang-seop (1897–1963)
- No Cha-yǒng (1898–1940)
- Mirok Li (1899–1950)
- Chu Yo-han (1900–1980)
- Han Sŏr-ya (1900–1976)
- Hyŏn Chin’gŏn (1900–1943)
- Choi Seo-hae (1901–1932)
- Park Chonghwa (1901–1981)
- Yi Sang-hwa (1901–1943)
- Ch’ae Man-sik (1902–1950)
- Chŏng Chi-yong (1902-?)
- Kim So-wol (1902–1934)
- Kim Yun-sik (1903–1950)
- Yi Yuk-sa (1904–1944)
- Im Hwa (1908–1953)
- Yu Chi-hwan (1908–1967)
- Pi Chun-deuk (1910–2007)
- Yi Sang (1910–1937)
- Kim Tong-ni (1913–1995)
- Kim Hyon-seung (1913–1975)
- Hwang Sun-won (1915–2000)
- Seo Jeong-ju (1915–2000)
- Park Mok-wol (1916–1978)
- Park Tu-jin (1916-1998)
- Yun Dong-ju (1917–1945)
- Han Moo-sook (1918–1993)
- Ku Sang (1919–2004)
- Cho Chi-hun (1920–1968)
- Kim Sang-ok (1920–2004)
- Kim Soo-young (1921–1968)
- Kim Chunsu (1922–2004)
- Hong Yun-suk (* 1925)
- Kim Chong-gil (* 1926)
- Park Kyung-ni (1926–2008)
- Cheon Sang-byeong (1930–1993)
- Park Yee-moon (* 1930)
- Ha Geun-chan (1931–2007)
- Han Mal-sook (* 1931)
- Pak Wanso (1931–2011)
- Choi Il-nam (* 1932)
- Lee Ho-chol (* 1932)
- Ko Un (* 1933)
- Choi In-hun (* 1936)
- Seo Jeong-in (* 1936)
- Shin Kyong-nim (* 1936)
- Hong Sung-won (1937–2008)
- Lee Je-ha (* 1937)
- Hwang Tong-gyu (* 1938)
- Kim Byong-ik (* 1938)
- Chong Hyon-jong (* 1939)
- Kim Joo-young (* 1939)
- Lee Cheong-jun (1939–2008)
- Anatoli Andrejewitsch Kim (*1939)
- Hyun Kil-un (* 1940)
- Ahn Jung-hyo (* 1941)
- Cho Hae-il (* 1941)
- Hyun Ki-young (* 1941)
- Kim Chi-ha (* 1941)
- Kim Jong-hae (* 1941)
- Kim Kwang-kyu (* 1941)
- Kim Seung-ok (*1941)
- Oh Gyu-won (1941–2007)
- Kim Won-il (* 1942)
- Oh Se-young (* 1942)
- Yun Heung-gil (* 1942)
- Hwang Sok-yong (* 1943)
- Seo Young-eun (* 1943)
- Kim Young-moo (1944–2001)
- Choi In-ho (* 1945)
- Kim Sin-yong (* 1945)
- Han Su-san (* 1946)
- Kim Nam-ju (* 1946)
- Yun Hu-myeong (* 1946)
- Kim Jong-chul (* 1947)
- Kim Seong-dong (* 1947)
- Kim Won-u (* 1947)
- Moon Chung-hee (* 1947)
- Oh Jung-hee (* 1947)
- Song Ki-wŏn (* 1947)
- Kim Hoon (* 1948)
- Kim Yong-taik (* 1948)
- Yi Mun-yol (* 1948)
- Kang Sok-kyong (1951)
- Kim Byeong-eon (* 1951)
- Ma Kwang-soo (* 1951)
- Hwang Ji-u (* 1952)
- Kim Seung-hee (* 1952)
- Lee Seong-bok (* 1952)
- Ch’oe Yun (* 1953)
- Choi In-seok (* 1953)
- Jong Chan (* 1953)
- Yi In-seong (* 1953)
- Choi Seung-ho (* 1954)
- Kim Jeong-hwan (* 1954)
- Lim Chul-woo (* 1954)
- Choi Jeong-rye (* 1955)
- Haïlji (* 1955)
- Kim Hye-soon (* 1955)
- Kim Yeong-hyeon (* 1955)
- Yang Gui-ja (* 1955)
- Kim Sa-in (* 1956)
- Pak No-hae (* 1956)
- Choi Su-chol (* 1958)
- Hwang In-suk (* 1958)
- Lee Sun-won (* 1958)
- Eun Hee-kyung (* 1959)
- Lee Hye-kyoung (* 1960)
- Lee Seung-u (* 1960)
- Sung Suk-je (* 1960)
- Ahn Do-hyun (* 1961)
- Jeon Gyeong-rin (* 1962)
- Yun Dae-nyong (* 1962)
- Gong Ji-young (* 1963)
- Han Chang-hoon (* 1963)
- Hwang Sun-mi (* 1963)
- Kim In-suk (* 1963)
- Sin Kyong-suk (* 1963)
- Huh Su-kyung (* 1964)
- Oh Soo-yeon (* 1964)
- Bae Su-ah (* 1965)
- Ha Song-ran (* 1967)
- Park Min-gyu (* 1968)
- Jo Kyung-ran (* 1969)
- Han Kang (* 1970)
- Kim Sun-woo (* 1970)
- Kim Yeon-su (* 1970)
- Cheon Woon-young (* 1971)
- Park Hyoung-su (* 1972)
- Pyun Hye-young (* 1972)
- Kim Eon (* 1973)
- Kim Ae-ran (* 1980)